# المجلس الأعلى للإذاعة والتلفزيون
المجلس الأعلى للإذاعة والتلفزيون (بالتركية: Radyo ve Televizyon Üst Kurulu)‏، (مختصر: RTÜK) هي وكالة حكومية تركية تعمل على تنظيم ومراقبة البث الإذاعي والتلفزيوني، تأسس المجلس في عام 1994، ويتألف من تسعة أعضاء ينتخبهم البرلمان التركي. يقع مقره في أنقرة ولديه مكاتب محلية في إسطنبول وإزمير وديار بكر.